# Médaille Pour le travail vaillant dans la Grande Guerre patriotique 1941–1945

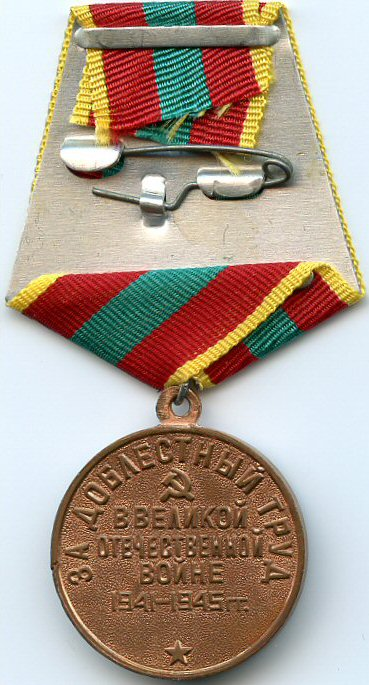
Revers de la médaille avec inscrit : "Pour le travail vaillant durant la Grande Guerre Patriotique 1941-1945"

La médaille Pour le travail vaillant dans la Grande Guerre patriotique 1941–1945 (en russe : медаль «За доблестный труд в Великой Отечественной войне 1941–1945 гг.») est un prix du travail civil de la Seconde Guerre mondiale de l'Union soviétique  établi le 6 juin 1945 par décret du Présidium du Soviet suprême de l'URSS pour reconnaître le travail vaillant et désintéressé des citoyens soviétiques lors de la victoire de l'Union soviétique sur l'Allemagne nazie dans la Grande Guerre patriotique. Son statut a ensuite été modifié par décret du Présidium du Soviet suprême de l'URSS le 18 juillet 1980. 

## Statut de la médaille
La médaille Pour le travail vaillant dans la Grande Guerre patriotique 1941-1945 a été décernée pour le travail de guerre d'un an ou six mois dans le cas des anciens combattants handicapés, à des : 
- ouvriers, personnel technique et employés de l'industrie et des transports ;
- agriculteurs et spécialistes agricoles ;
- travailleurs des sciences, de la technologie, des arts et de la littérature ;
- les employés des organisations soviétiques, du parti, des syndicats et d'autres organisations civiques[1].

La remise de la médaille Pour le travail vaillant dans la Grande Guerre patriotique de 1941-1945 a été faite par les comités exécutifs des Soviets de ville et de district sur la base de documents délivrés par les chefs d’entreprises, d’institutions, de parti, de gouvernement, syndicats et autres organisations civiques. Les listes soumises pour l'attribution de la médaille ont été examinées et approuvées :    
- pour les travailleurs des entreprises industrielles, des transports et des fermes - les commissaires du peuple compétents de l'Union et les commissaires du peuple républicains ;
- pour les travailleurs des fermes collectives, des coopératives et du parti des travailleurs, des organisations soviétiques, syndicales et autres organisations publiques - le président du Présidium des Soviets suprêmes de l'Union (non divisés en régions) et les républiques autonomes, les présidents de l'exécutif comités des soviets régionaux et territoriaux ;
- pour les travailleurs de la science, de la technologie, des arts et de la littérature - les présidents des comités sous le SNK et les chefs des départements du PCC et des républiques autonomes, et le président du Présidium de l'Union des écrivains soviétiques[2].

L'attribution de la médaille «Pour le travail vaillant dans la Grande Guerre patriotique 1941-1945» a été décernée au nom du Présidium du Soviet suprême par les comités exécutifs des Soviets régionaux, de district et de ville dans la zone de résidence du récipiendaire.   
La médaille "Pour le travail vaillant dans la Grande Guerre patriotique 1941-1945" était portée sur le côté gauche de la poitrine et en présence d'autres ordres et médailles de l'URSS, elle était située immédiatement après la médaille Pour la libération de Prague. S'ils sont portés en présence de récompenses de la fédération de Russie, ces derniers ont préséance. 
Chaque médaille était accompagnée d'une attestation de récompense, cette attestation se présentait sous la forme d'un petit  livret en carton de 8 cm par 11 cm portant le nom du prix, les coordonnées du récipiendaire et un cachet et signature officiels à l'intérieur.

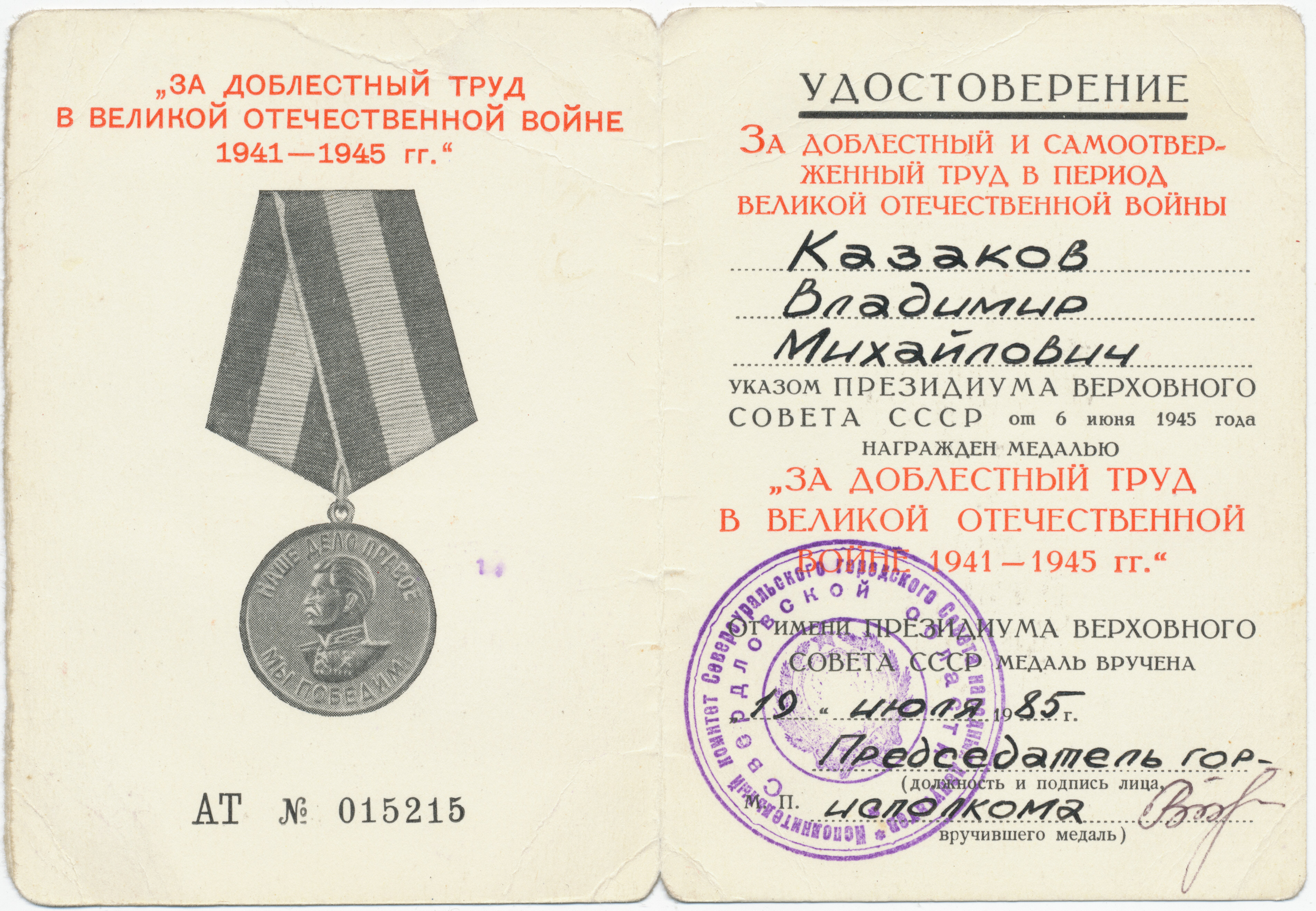
Certificat d'attribution de la médaille.

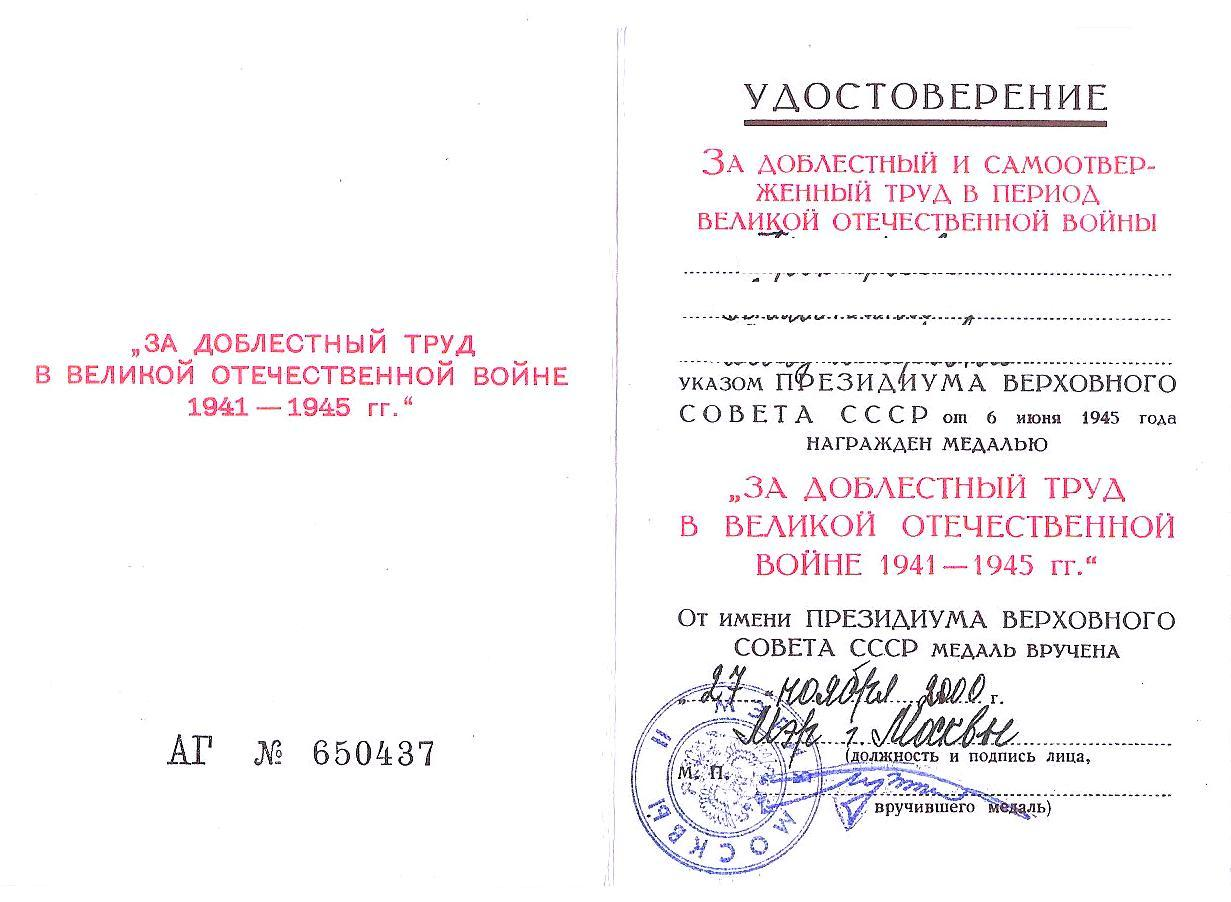
Attestation d'attribution de la médaille.